# Хуан Ернандес (тенісист)
Хуан Ернандес (ісп. Juan Hernández; нар. ) — колишній мексиканський тенісист.
Найвищу одиночну позицію світового рейтингу — 275 місце досяг 2 січня 1984, парну — 248 місце — 3 січня 1983 року.

## Титули на челленджерах

### Парний розряд: (1)
| Рік  | Турнір                          | Покриття | Партнер           | Суперники           | Рахунок  |
| ---- | ------------------------------- | -------- | ----------------- | ------------------- | -------- |
| 1984 | Сан-Луїс-Потосі (штат), Мексика | Ґрунт    | Франсіско Масьєль | Росс Кейс Кріс Данк | 6–4, 6–2 |